# The Flatlinerz
The Flatlinerz ist eine Horrorcore-Gruppe aus Brooklyn. Sie wurde im Jahre 1994 von den drei Rappern Jamal Simmons, genannt Redrum (Murder), Neffe von Russell Simmons, Tempest Da Undertaker und Gravedigger gegründet. Sie veröffentlichten ein Album auf Def Jam namens U.S.A., was für „Under Satan's Authority“ (Unter der Herrschaft Satans) stand. In ihren Texten behandelten sie morbide Themen. Die Musik-Clips der Gruppe zu ihren zwei Singles Satanic Verses und Live Evil verursachten durch ihren Inhalt einige Kontroversen. Das Album verkaufte sich unter den Erwartungen und es sollte ihr bisher einziges bleiben.
The Flatlinerz gehörten zusammen mit Gravediggaz zu den Pionieren des Horrorcores als eigenständigem Subgenre. und wirkten namensgebend.

„I kill and massacre and burn away all the body flesh, cremating more bodies than David Koresh.“